# U-Bahnhof HafenCity Universität

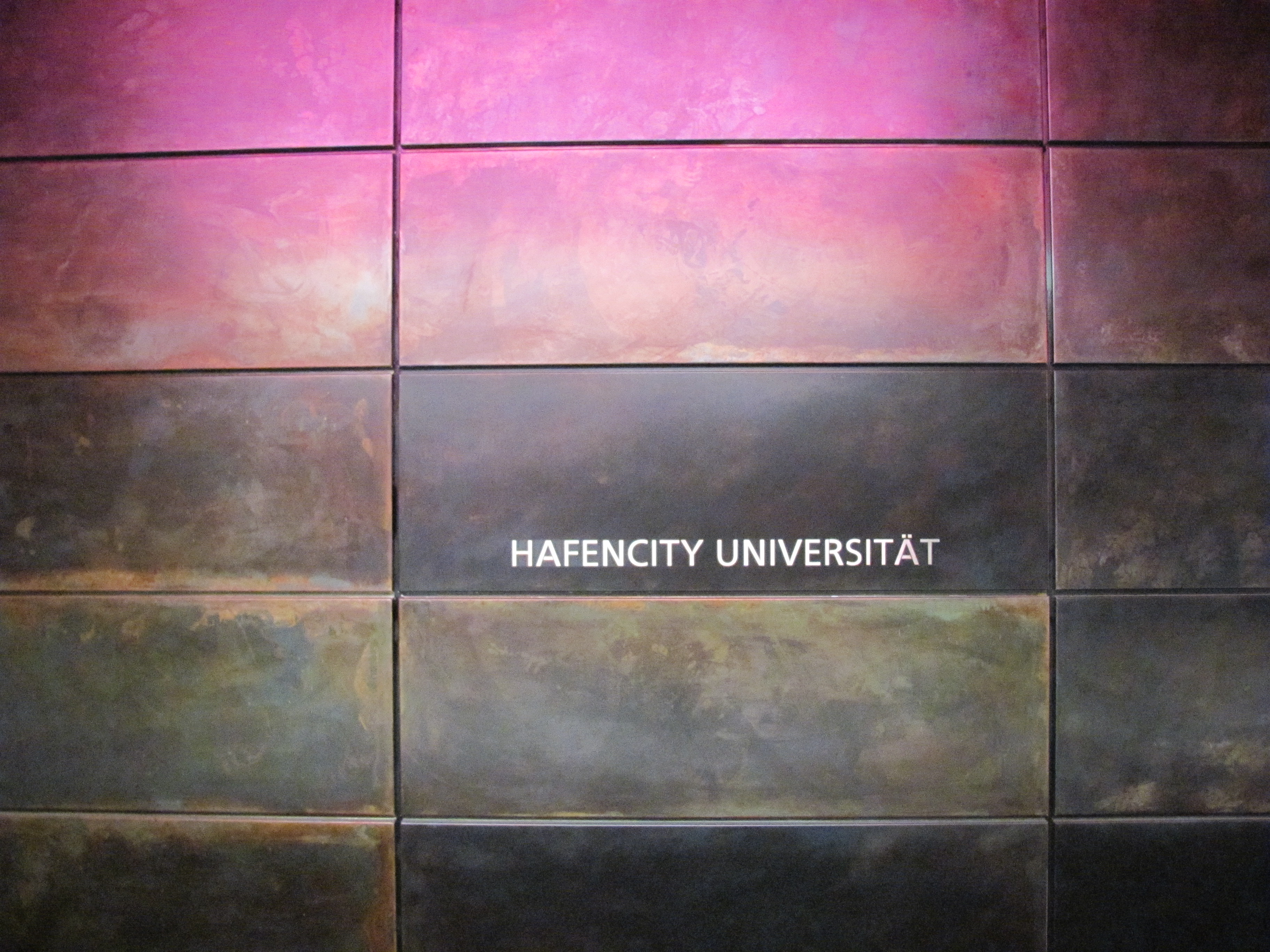
Wandgestaltung mit reflektierender Deckenbeleuchtung

Der U-Bahnhof HafenCity Universität ist eine Haltestelle der Hamburger U-Bahn-Linie U4 im Stadtteil HafenCity. Das Kürzel der Station bei der Betreiber-Gesellschaft Hamburger Hochbahn lautet „HC“. Namensgeber ist die HafenCity Universität Hamburg. Der Arbeitstitel bei Planung und zu Beginn des Baus war Lohsepark. Der U-Bahnhof hat täglich 5240 Ein- und Aussteiger (mo–fr, 2019).

## Geschichte
Zur Erschließung der HafenCity durch eine neu zu bauende U-Bahn-Strecke erfolgte am 23. August 2007 der erste Spatenstich durch den damaligen Ersten Bürgermeister Ole von Beust. Im Februar 2008 begannen die Bauarbeiten an der Haltestelle HafenCity Universität, am 11. Mai 2010 war Richtfest. Von Sommer 2010 bis zum Frühjahr 2012 folgte der Innenausbau.
Die U4 und ihre ersten Haltestellen wurden am 29. November 2012 eröffnet. Die Haltestelle HafenCity Universität wurde zunächst nur am Wochenende und an Feiertagen angefahren, am 10. August 2013 wurde der reguläre Betrieb aufgenommen. Später sollen bis zu 35.000 Fahrgäste täglich die U4 nutzen. Der U-Bahnhof HafenCity Universität war bis zum 6. Dezember 2018 die Endhaltestelle der U4, bis die Strecke zum Bahnhof Elbbrücken, inzwischen ein Umsteigeknoten mit der S-Bahn nach Harburg, eröffnet wurde.

## Anlage
Der U-Bahnhof befindet sich 16½ Meter unter Geländeniveau, also 9 Meter unter Normalhöhennull. Die Bahnsteighalle mit dem Mittelbahnsteig liegt in west-östlicher Ausrichtung, ist 200 Meter lang, 16 Meter breit und 10 Meter hoch. Der Zugang von zwei Eingängen in der Versmannstraße und zwei im Lohsepark erfolgt über Zwischenebenen an beiden Enden des Bahnsteigs. Ein Aufzug am Westende führt in die Bahnsteigmitte.
Die Gestaltung folgt einem Entwurf des Architekturbüros Raupach, dem Lichtplanungsbüro Pfarré Lighting Design und den Industriedesignern Stauss & Pedrazzini aus München, die den vorausgegangenen Gestaltungswettbewerb gewonnen hatten. Das Architekturbüro Raupach hatte schon den U-Bahnhof Wettersteinplatz der Münchner U-Bahn entworfen. Im U-Bahnhof HafenCity Universität werden die Wände mit dunkelbraunen, glatten Metallplatten verkleidet, in die der Stationsname eingestanzt wurde. Auch an der Decke befinden sich Metallplatten, diese sind jedoch zur Schallreduzierung vielfach perforiert. Die Station wird von zwölf je sechs Tonnen schweren Leuchtcontainern in den Abmessungen von 20-Fuß-Containern (6,5 m Länge × 2,8 m Breite × 2,8 m Höhe) erhellt, die in Längsrichtung von der Decke hängen. Sie bestehen aus einem Stahlgerüst, das mit Milchglas verkleidet ist und in dessen Inneren 280 farbige LEDs für verschiedene Lichtstimmungen sorgen, die der Tages- oder Jahreszeit oder dem Wetter angepasst werden können und von den Wandmetallplatten reflektiert werden. Die Form der Leuchtcontainer und die Wand- und Deckengestaltung sollen an Hafenelemente erinnern. Der Bahnsteig wird zusätzlich von normalen Leuchtstoffröhren beleuchtet.
Der U-Bahnhof erhielt den Radiance Award for Excellence in Lighting Design 2013 der International Association of Lighting Designers.

Verschiedene Lichtstimmungen der Bahnsteighalle
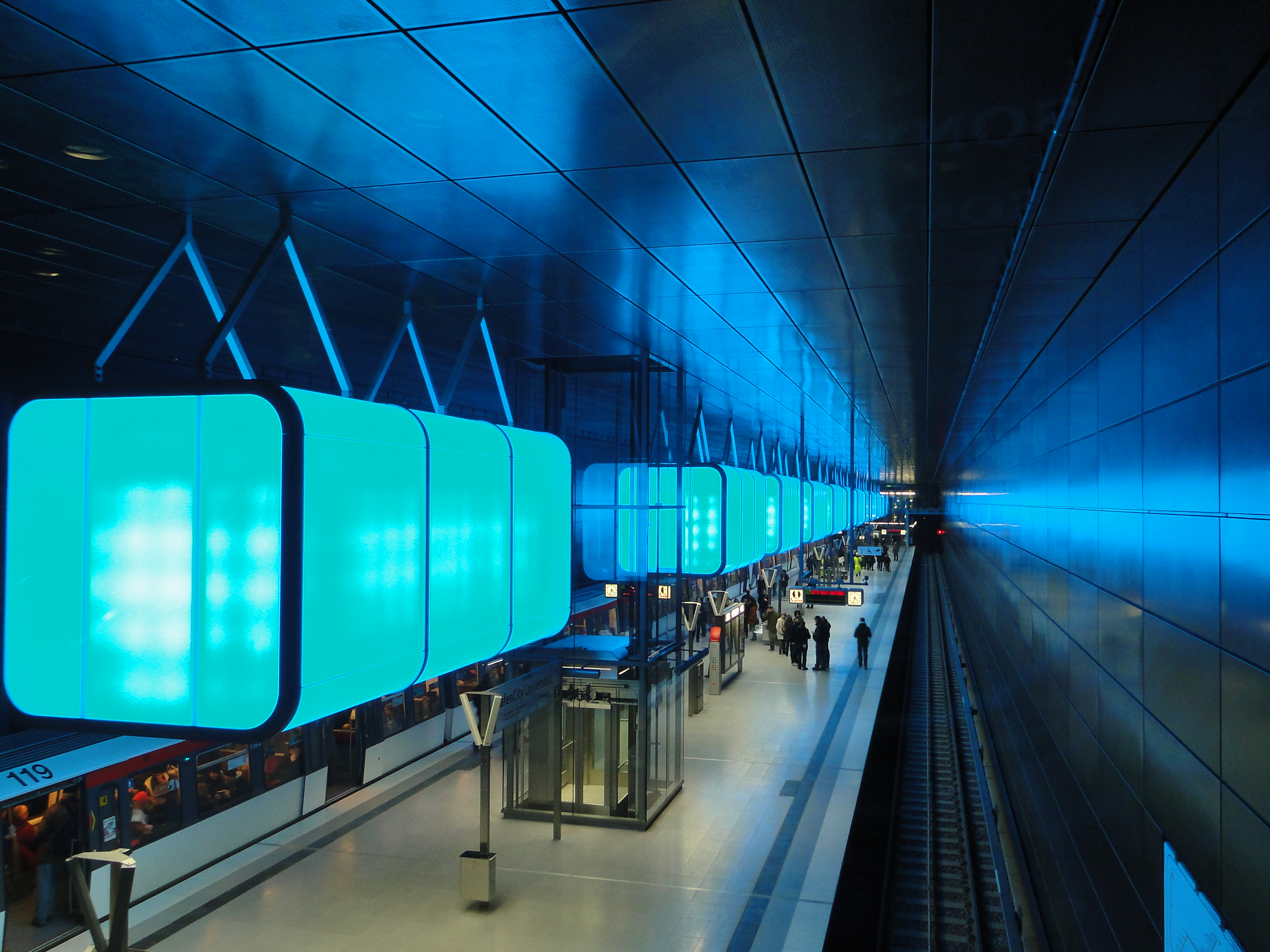
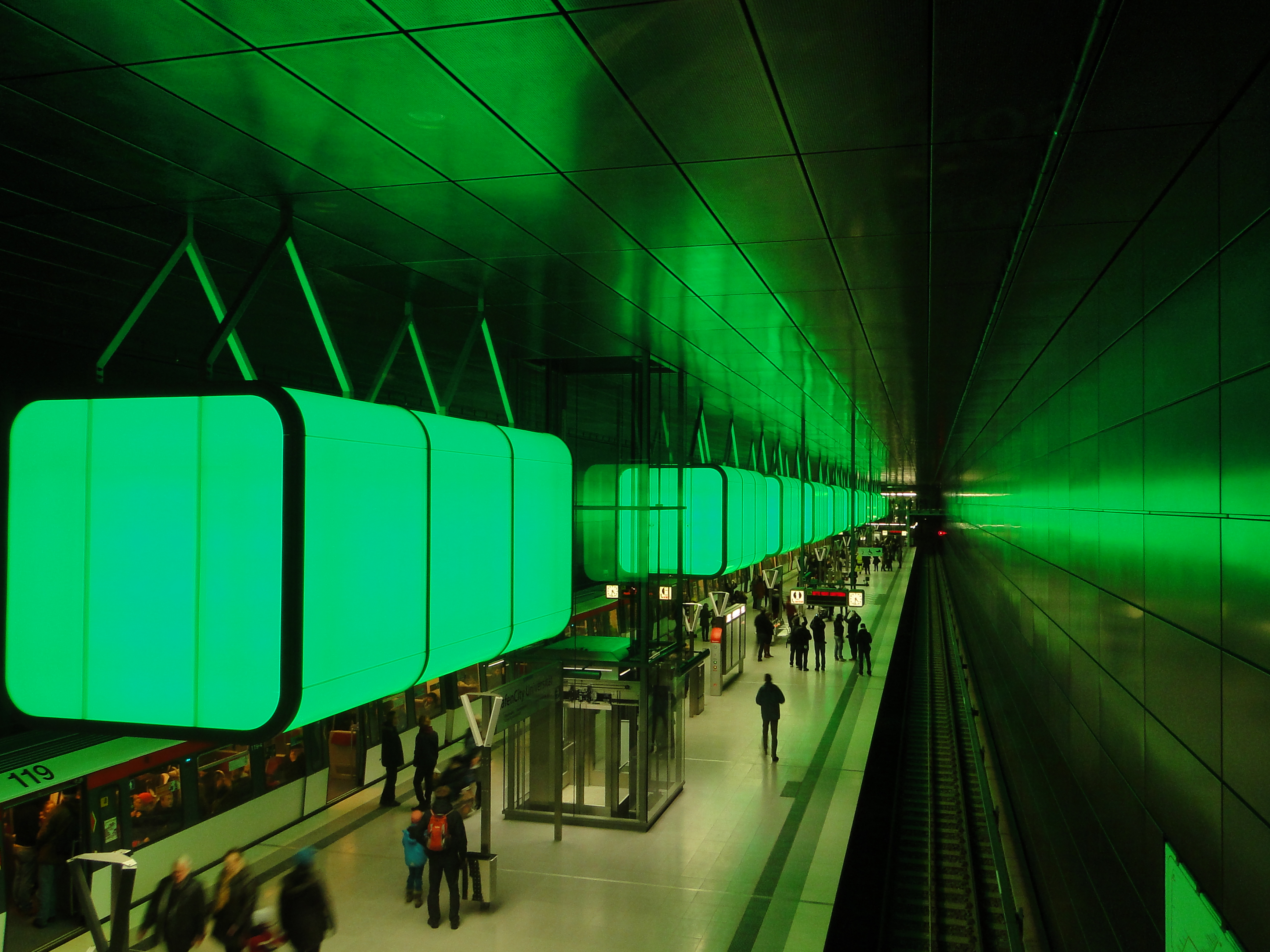
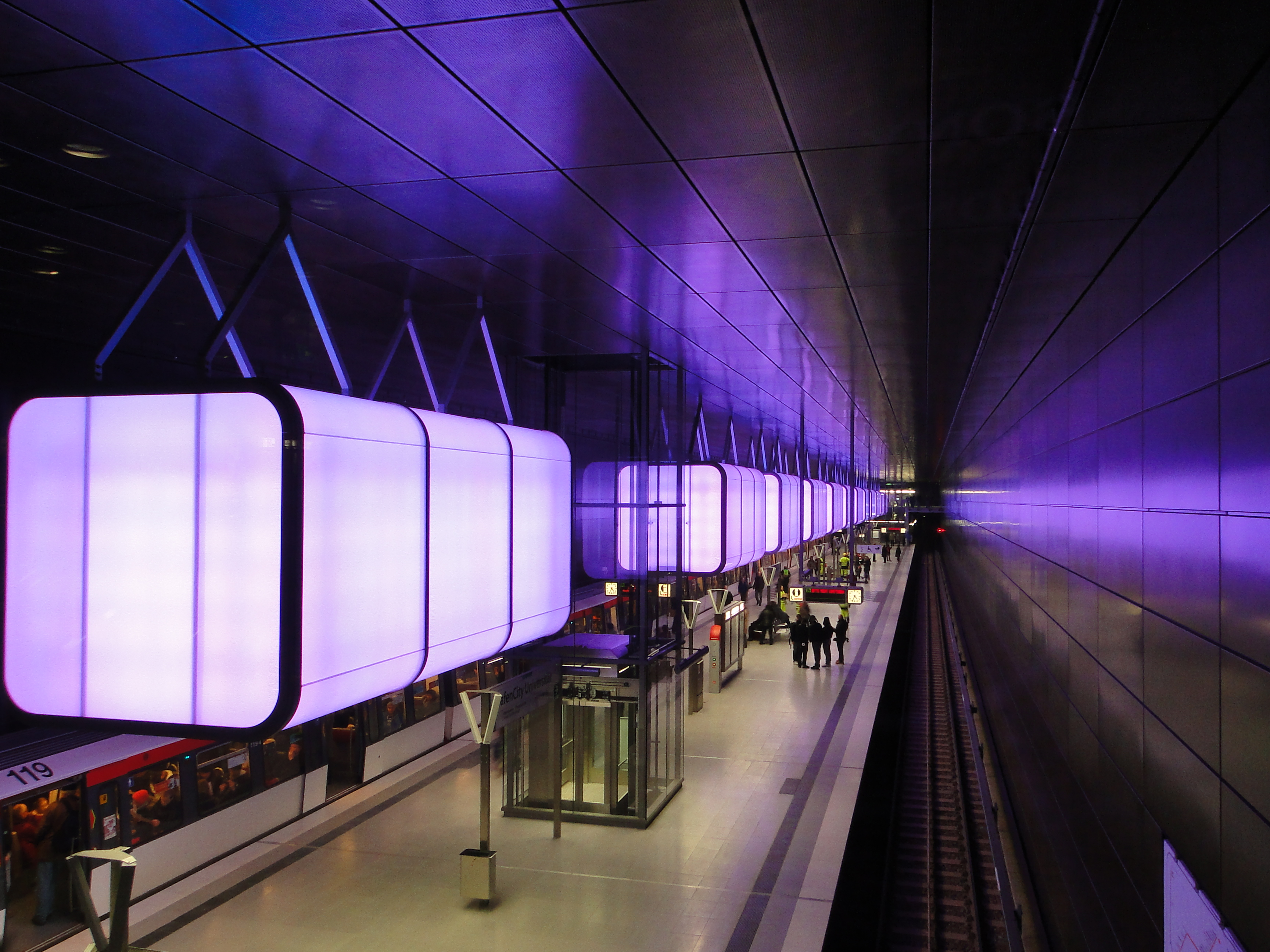
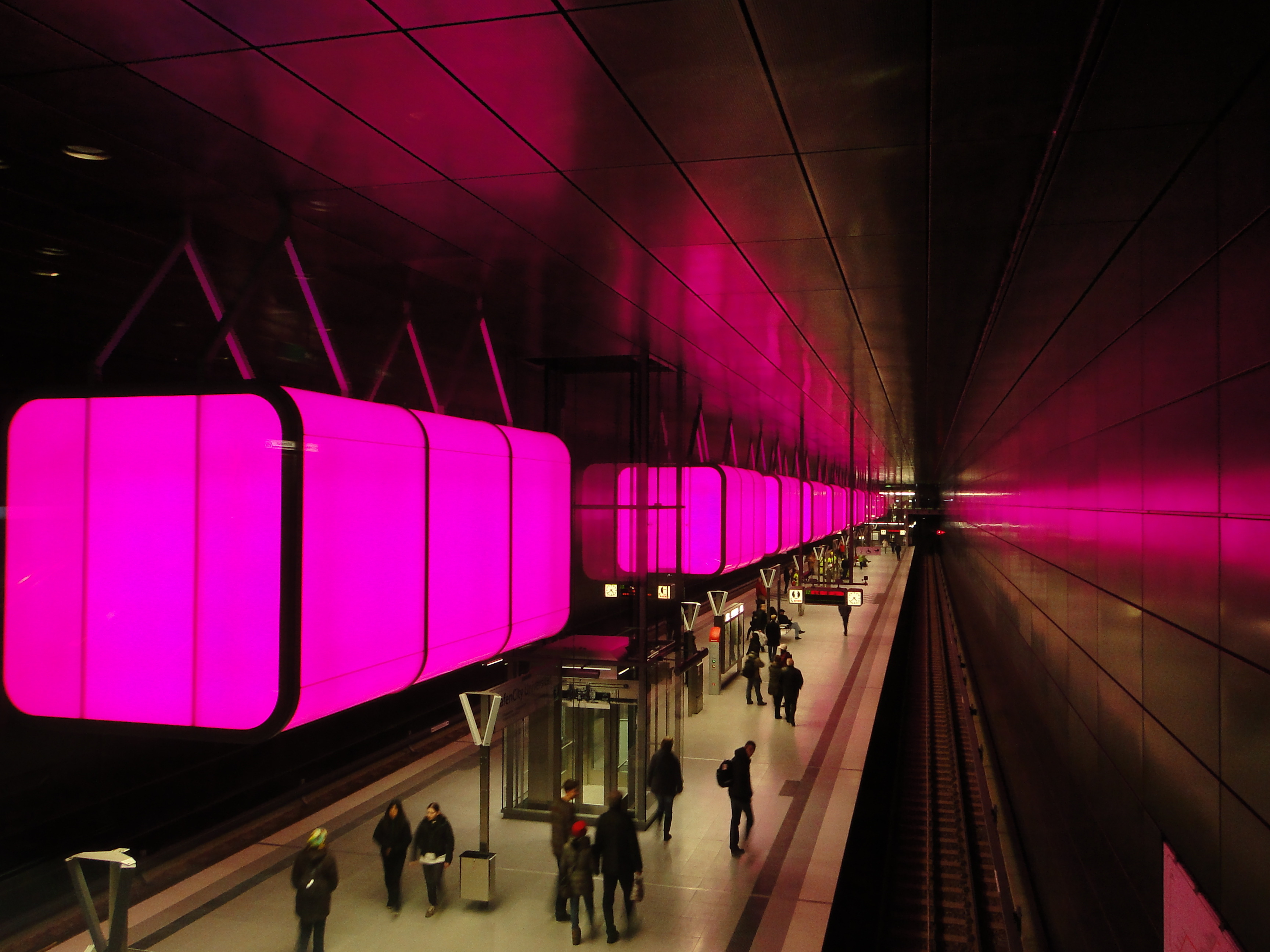
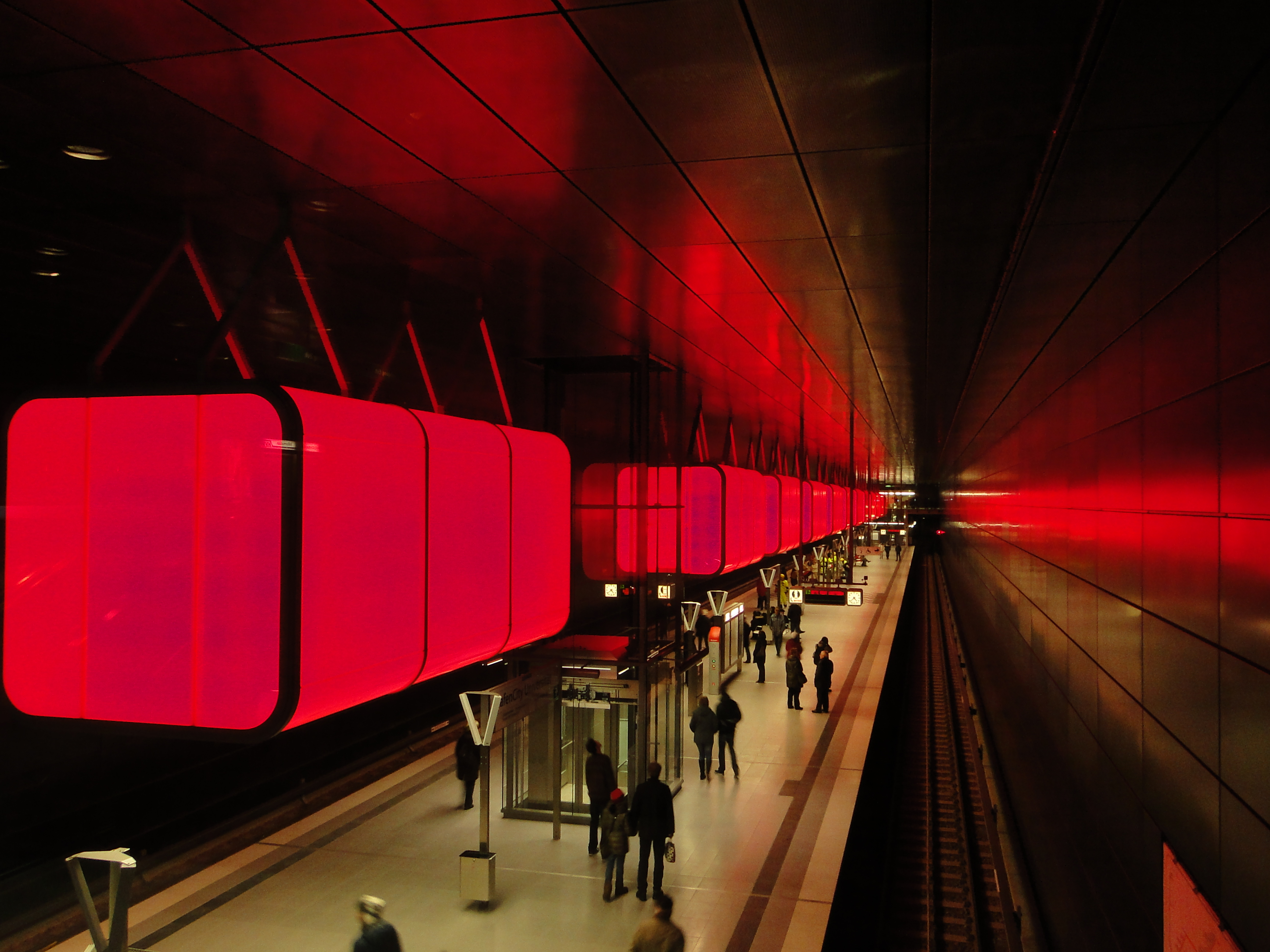

Westlich der U-Bahn-Station gibt es einen doppelten Gleiswechsel, der benötigt wurde, um die Züge auf das jeweils andere Gleis für die Rückfahrt zu bringen (Kurzkehren am Bahnsteig). Östlich des Bahnsteigs schließt der Tunnel in Richtung Elbbrücken an, dieser Streckenteil wurde zunächst als Abstellanlage genutzt, solange die Station Endhaltestelle war. Der Abstand zum U-Bahnhof Überseequartier beträgt 520 Meter.

## Licht- und Musikvorstellungen
An Wochenenden und Feiertagen werden zwischen 10 und 18 Uhr jeweils zur vollen Stunde Licht- und Musikkompositionen im U-Bahnhof aufgeführt. Passend zu klassischer Musik, die aus betrieblichen Gründen nur im Zwischengeschoss abgespielt wird, wechseln die Leuchtcontainer ihre Farbe. Außerhalb dieser Zeiten finden konstante, langsame Farbübergänge statt.
| Linie | Verlauf |
| ----- | --- |
| U 4   | (in Planung: Moldauhafen –) Elbbrücken – HafenCity Universität – Überseequartier – Jungfernstieg – Hauptbahnhof Nord – Berliner Tor – Burgstraße – Hammer Kirche – Rauhes Haus – Horner Rennbahn – Legienstraße – Billstedt (im Bau: – Stoltenstraße – Horner Geest) |